# Saar Seys
Saar Seys (Heusden, 26 juli 1997) is een Belgisch korfbalster. Ze won de prijs van Belgisch beste Korfbalster van 2019. In clubverband speelt ze voor Floriant. Daarnaast is ze ook speelster van het Belgisch korfbalteam.

## Carrière als speler
Seys begon op 6-jarige leeftijd met korfbal bij Floriant. Hier doorliep ze de jeugdteams.
In 2015, op 18-jarige leeftijd, debuteerde Seys in het 1e team van Floriant.
Floriant speelde zowel binnen als buiten in de hoogste Belgische competitie. Het eerste grote succes met de club kwam in seizoen 2016-2017, want in dit seizoen plaatste Floriant zich voor de Belgische veldfinale. In de finale verloor Floriant met 19-14 van Kwik.
In seizoen 2018-2019 plaatste Floriant zich ook voor de veldfinale.
In deze finale verloor Floriant met 17-15 van AKC, waardoor Seys voor de 2e keer genoegen moest nemen met zilver. 
In seizoen 2019-2020 was Floriant in de zaalcompetitie goed op weg naar de nacompetitie. Uiteindelijk stond de ploeg op de 2e plaats toen de competitie stil werd gelegd vanwege COVID-19. De competitie werd niet meer uitgespeeld en de nummer 1 (Boeckenberg) werd als kampioen uitgeroepen. 
In januari 2021 kreeg Seys wel de prijs uitgereikt van Beste Belgische Korfbalster. Dit is de eerste keer in de clubhistorie van Floriant dat een speler van deze club deze prijs kreeg.
Seizoen 2021-2022 zou een bijzonder jaar worden voor Seys en haar club Floriant. De ploeg met coach Kevin de Waele plaatste zich voor de kruifinale tegen concurrent Boeckenberg. Floriant won de kruisfinale met 24-18 en plaatste zich zodoende voor de Belgische zaalkorfbalfinale. In deze finale was Borgerhout de tegenstander. Floriant won de finale met 19-17 en werd de eerste kampioen die niet uit Antwerpen kwam.

## Erelijst
- Belgisch Korfbalster van het Jaar, 1x (2019)
- Belgisch kampioen zaalkorfbal, 1x (2022)
- Belgisch kampioen veldkorfbal, 1x (2022)

## Belgische Diamond
In 2017 werd Seys toegevoegd aan het Belgisch korfbalteam dat toen onder leiding stond van bondscoach Steven Mijnsbergen. Zo speelde Seys op de volgende internationale toernooien:
- World Games 2017
- EK 2018
- WK 2019
- EK 2021
- World Games 2022